# Mir wëlle bleiwe wat mir sinn

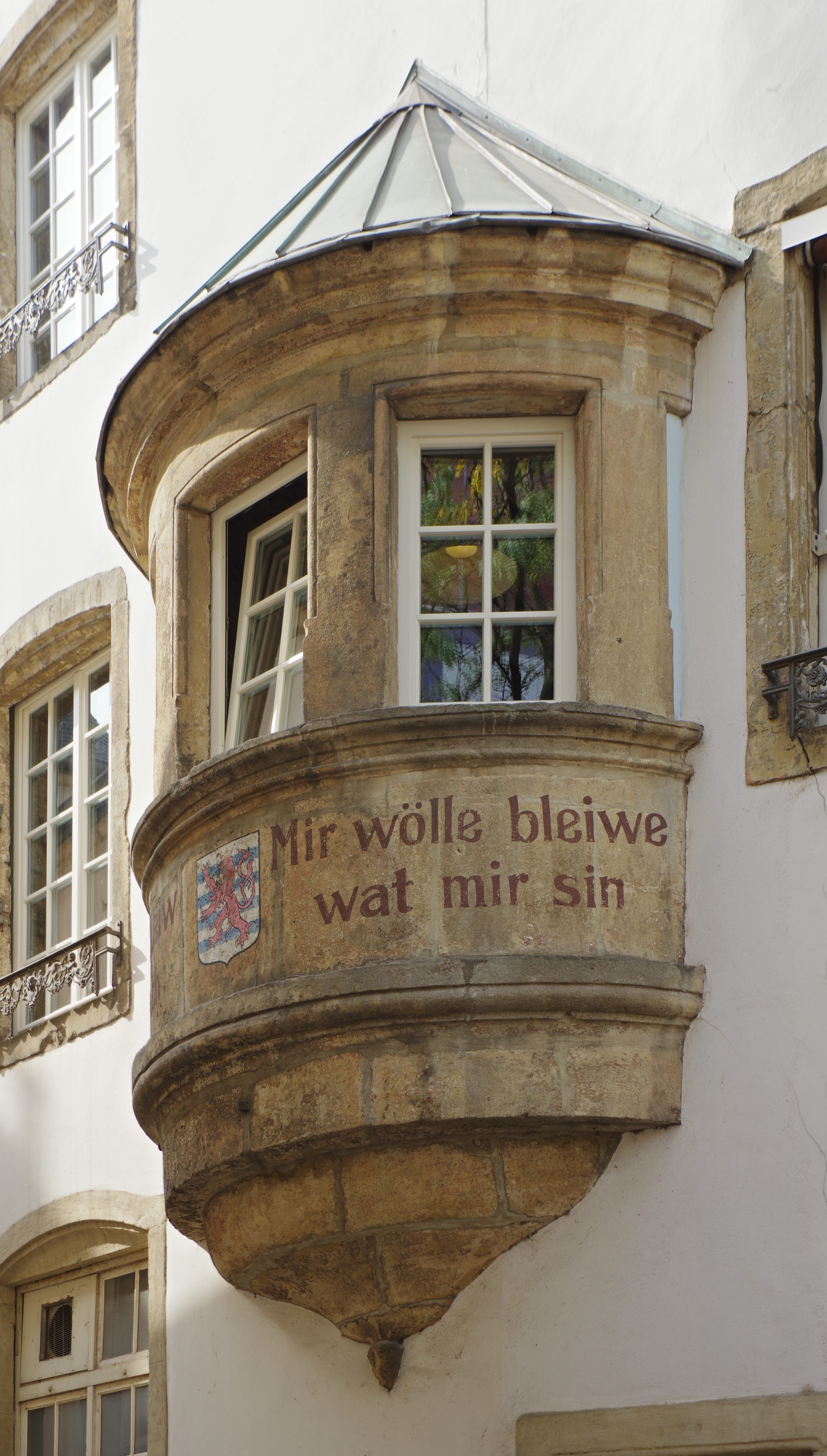
Das Motto auf einem Bierhaus am Fischmarkt in der Stadt Luxemburg…

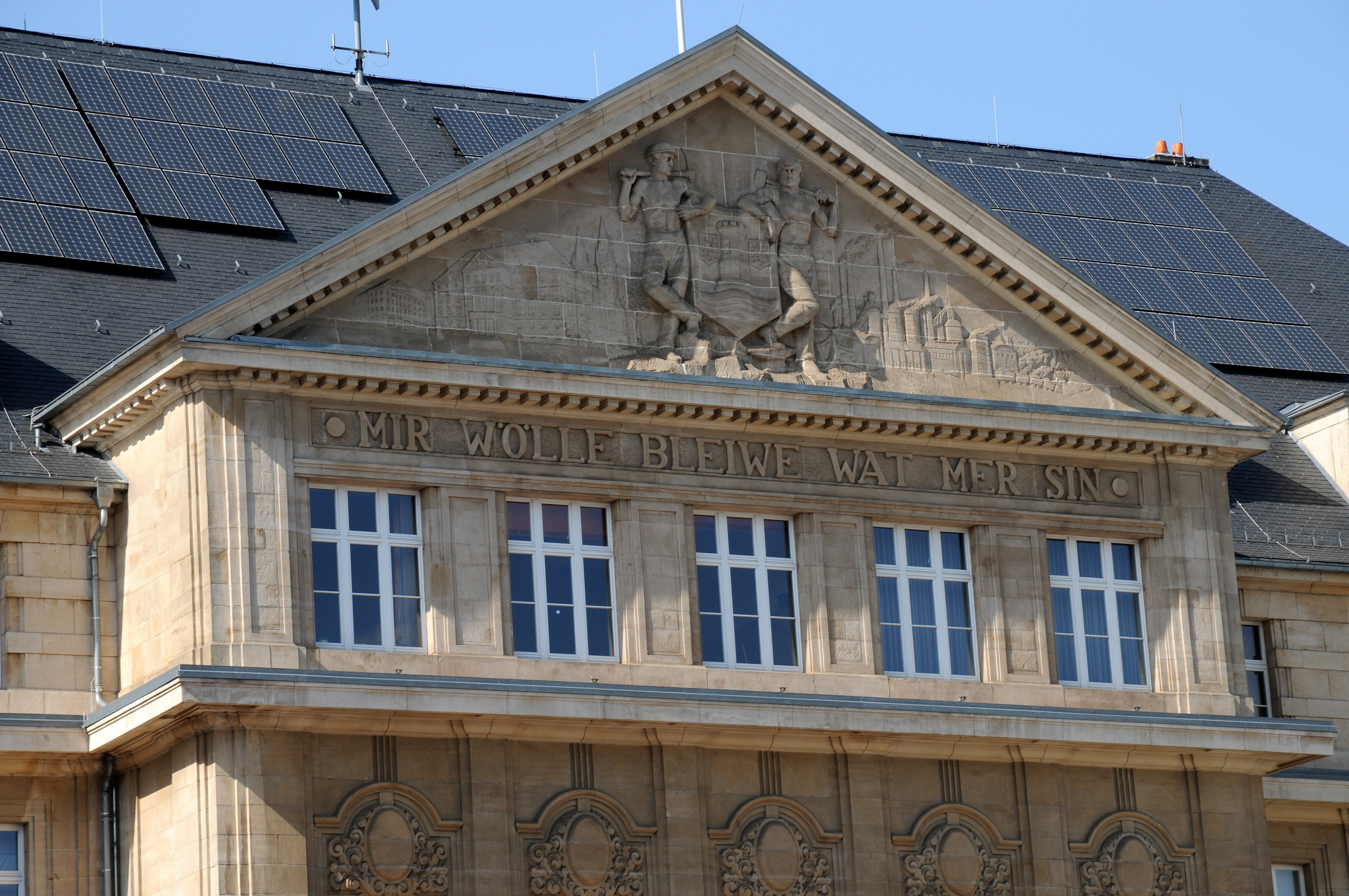
…und auf dem Stadthaus in Esch an der Alzette

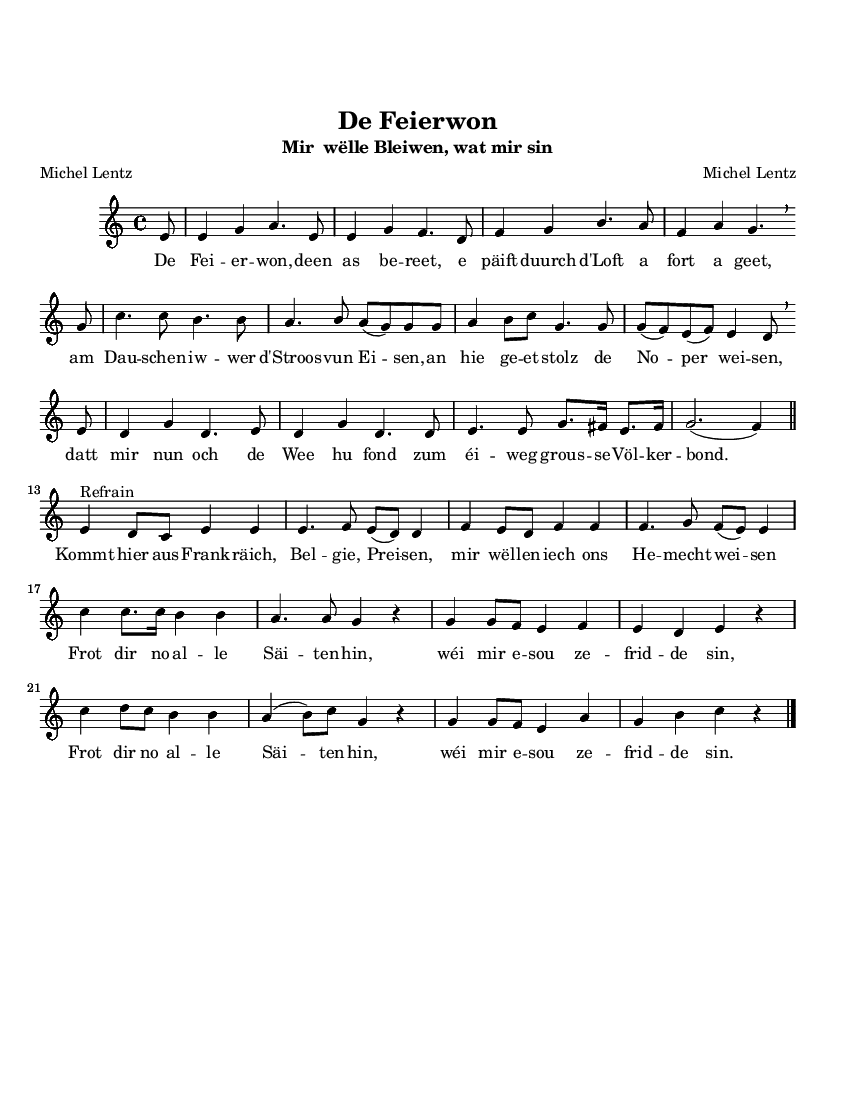
Text und Melodie des Liedes De Feierwon von Michel Lentz

Mir wëlle bleiwe wat mir sinn oder in älterer Schreibweise Mir wölle bleiwe wat mir sin (deutsch Wir wollen bleiben, was wir sind, französisch Nous voulons rester ce que nous sommes) ist ein geflügeltes Wort im Großherzogtum Luxemburg. 

## Herkunft
Die Phrase geht zurück auf das patriotische luxemburgische Lied De Feierwon (deutsch Der Feuerwagen = Dampflokomotive) von 1859. Es wurde von dem luxemburgischen Staatsbeamten, Schriftsteller und Dichter Michel Lentz als Hommage auf den ersten internationalen (grenzüberschreitenden) Eisenbahnverkehr in Luxemburg geschrieben. »De Feierwon« wurde am 4. Oktober 1859 bei der feierlichen Einweihung und Eröffnung des Bahnhofs Luxemburg sowie der Eisenbahnverbindung von Arlon in Belgien über Luxemburg nach Thionville in Frankreich uraufgeführt. Die Schlusszeile des Liedes Mir wëlle bleiwe wat mir sin konnte später bei Bedarf variiert werden zu mir wëlle jo keng Preise gin („wir wollen aber keine Preußen werden“) und erlangte damit zur nationalen Selbstfindung Luxemburgs eine gewisse Bedeutung, insbesondere im Kontext der Luxemburgkrise. Sie wird in vielen Medien und inoffiziellen Publikationen fälschlicherweise als offizieller Wahlspruch Luxemburgs dargestellt.
Der letzte Refrain des Liedes lautet:
Kommt hier aus Frankräich, Belgie, Preisen,
Mir wëllen iech ons Hémecht weisen,
Frot dir no alle Säiten hin,
Mir wëlle bleiwe wat mir sin.
Auf Deutsch:
Kommt her aus Frankreich, Belgien, Preußen,
wir wollen euch unsere Heimat zeigen,
Fragt ihr nach allen Seiten hin:
Wir wollen bleiben, was wir sind.